# Melongena
Melongena (nomeadas, em inglêsː crown conch -sing.; com "crown conch", na tradução para o português, significando "concha coroada") é um gênero de moluscos gastrópodes marinhos, predadores e detritívoros, pertencente à família Melongenidae, na subclasse Caenogastropoda e ordem Neogastropoda. Foi classificado por Heinrich Christian Friedrich Schumacher, em 1817, e sua distribuição geográfica é americana e quase totalmente atlântica, com uma espécie no oceano Pacífico; todas ocupando preponderantemente habitats de clima tropical; em regiões costeiro-estuarinas com variação de salinidade, como lodaçais entre marés e manguezais, ambiente próximo à foz de rios e em prados de ervas marinhas. Sua espécie-tipo é Melongena melongena (Linnaeus, 1758). Outras espécies foram transferidas para o gênero Volema Röding, 1798.

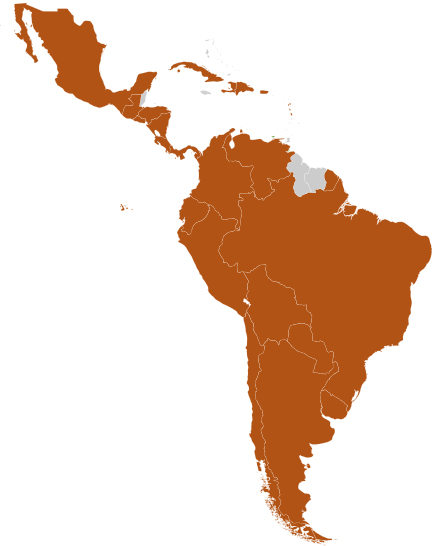
A distribuição geográfica do gênero Melongena quase totalmente coincide com a faixa tropical da América Latina, entre o sul da América do Norte e norte da América do Sul, até a costa da Venezuela[2][7]; e no oceano Pacífico, na costa oeste das Américas.

## Etimologia
O significado latino da palavra Melongena é beringela (português europeu) ou berinjela (português brasileiro).

## Espécies deMelongena
- Melongena melongena (Linnaeus, 1758)
- Melongena corona (Gmelin, 1791)
- Melongena patula (Broderip & Sowerby, 1829)
- Melongena bispinosa (Philippi, 1844)[4]

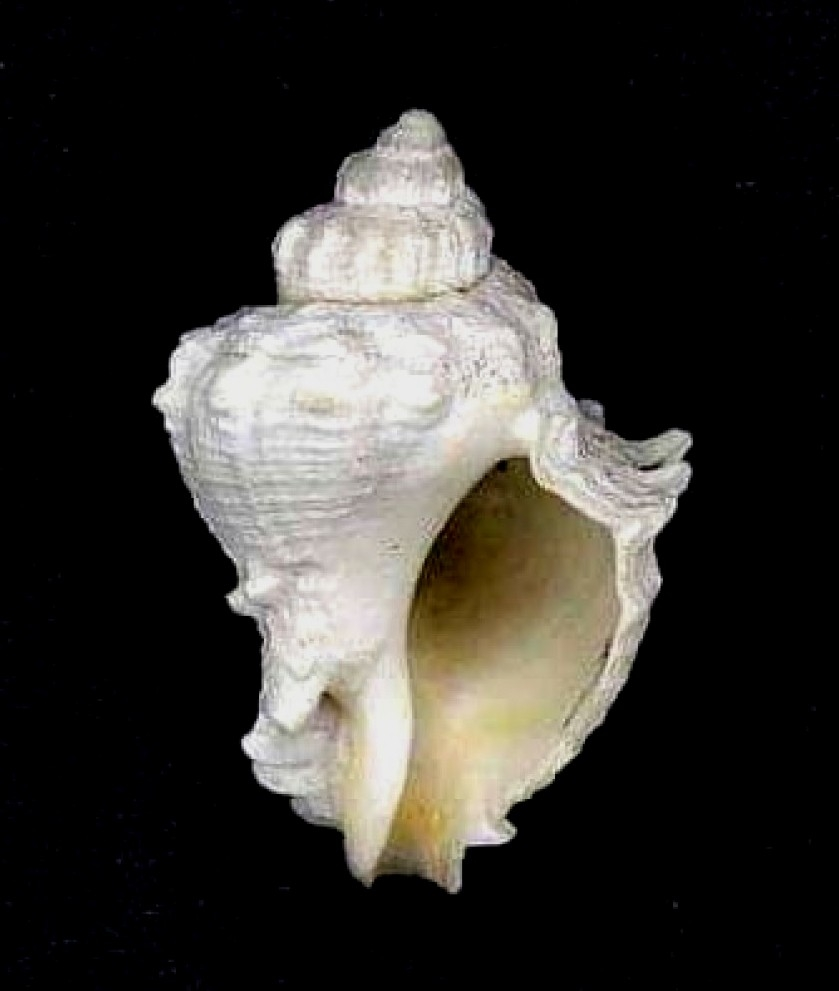
Vista inferior de um espécime de Melongena bispinosa (Philippi, 1844), nativa da península de Iucatã, no México, em estuários.

## Determinação de espéciesː filogenia
No final de 2008, o artigo científico "Phylogenetic Relationships of Crown Conchs (Melongena spp.): the corona Complex Simplified", publicado no Journal of Biogeography, determinou a designação de apenas quatro espécies existentes no gênero Melongena (M. melongena, M. corona, M. patula e M. bispinosa). As subespécies M. corona corona, M. c. johnstonei e M. c. altispira, e as espécies M. sprucecreekensis e M. bicolor, devem ser consideradas como pertencentes a M. corona; mesmo com muito baixa vagilidade larval e adulta, o que poderia gerar maior variabilidade genética.